# Wilhelm Weimann
Wilhelm Hartvig Otto Weimann (28. november 1868 i Odense – 1. juli 1942 på Davrup Hovedgård ved Jyderup) var en dansk forretningsmand og minister.

## Konsul og politiker
Weimann var søn af købmand Frederik Christian Johann Weimann (1827-1899) og Sophie Margaretha Johanne f. Seedorff (1838-1908), blev student 1885 fra Odense Katedralskole og tog juridisk embedseksamen 1892. Som student havde han stået i handelslære i Kiel, og efter sin eksamen blev han inddraget i ledelsen af faderens store eksportforretning i skind, men hans indsats lå dog ikke inden for handelslivets praktiske dimension.
I 1897 blev han overretssagfører og samme år blev han udsendt som dansk vicekonsul i Chicago, USA. Derfra avancerede han til fungerende konsul i New York, og 1901 blev han dansk generalkonsul i Hamborg.
Han varetog sine forretninger så godt, at han omkring 1908 blev nævnt som muligt departementschef- eller ministeremne ved oprettelsen af Handelsministeriet. Først i oktober året efter blev han dog handelsminister i regeringen Zahle og i februar 1910 overtog han også trafikministerposten. Dette år stillede han op til Folketinget som radikal kandidat i Københavns 1. kreds, men blev ikke valgt. I juli gik han af sammen med resten af ministeriet.
Som trafikminister var han bl.a. opsat på at få bygget Storstrømsbroen. Det blev dog ikke Weimann, der kom til at stå fadder til broen, der først blev opført 1937.

## Erhvervskarriere
Wilhelm Weimann forlod nu politik, tog udenlands og blev i 1911 leder af ØK's virksomheder i Siam og 1913 direktør i firmaet med bopæl i Bangkok. Året efter måtte han vende hjem til Danmark på grund af klimafeber og blev bestyrelsesmedlem i Det Store Nordiske Telegrafselskab. I bestyrelsen blev han tilbudt formandsposten, som han takkede ja til, og efterfulgte således nytår 1916 Edouard Suenson. Han forlod samtidig ØK. Han var bestyrelsesformand i hele 22 år, bl.a. under de vanskelige krigsår, og trådte tilbage juni 1938.
Weimann havde desuden bestyrelsesposter i Landmandsbankens byggeselskab og i De forenede Papirfabrikker fra 1915 og var også her formand 1923-37. Under 1. verdenskrig var han formand for Jernbanerådet og for Dansk Kulbureau.
Han købte herregården Davrup, som han drev i sit otium. Han var ugift og er begravet på Odense Kirkegård.